# Alarm Phone
Alarm Phone (également connue sous le nom de Watch The Med Alarm Phone Project) est un projet mené depuis le 8 octobre 2014 par des bénévoles d'Europe, de Tunisie et du Maroc, qui s'engage dans le sauvetage en mer des réfugiés. Le site Internet « Alarm-Phone-Initiative » fournit une ressource Web pour aider les réfugiés ayant besoin d'être secourus en mer, tandis que le site Internet Watch The Med surveille et résume les événements impliquant des réfugiés en Méditerranée.

## Histoire
L'initiative est née du projet Watch The Med, que les activistes Lorenzo Pezzani et Charles Heller de Forensic Oceanography ont fondé en 2012 pour documenter les histoires de disparition et les accidents en Méditerranée. S’appuyant sur l’expérience acquise et inspirée par l’initiative du prêtre érythréen Mussie Zerai, qui avait mis en place sa propre ligne d’assistance téléphonique pour les migrants en route vers l’Europe. L’initiative a été annoncée à la mi-2014  et a officiellement démarré le 8 octobre 2014. La date a été fixée à l'anniversaire de la catastrophe de 2013, lorsque plus de 260 Syriens se sont noyés au large de Lampedusa, et après que les garde-côtes italiens et maltais s'en soit renvoyé la responsabilité pendant plusieurs jours.
Les personnes à l'Initiative d'Alarm Phone justifie à l'époque son travail en affirmant que les garde-côtes auraient ignoré à plusieurs reprises les appels d'urgence par le passé et que les coopérations intergouvernementales Frontex et Triton ne pratiquaient pas le sauvetage en mer, mais menaient des actions militaires de défense.

## Fonctionnement
Selon les estimations de 2017, environ 120 militants dans 12 pays travaillaient pour Alarm Phone pour répondre aux appels d'urgence à tout moment. Si nécessaire, des experts en langues étrangères peuvent être sollicités.
L'initiative a mis en place une ligne d'assistance téléphonique pour les réfugiés en détresse en mer (+33486517161), dont le numéro de téléphone est diffusé par des activistes dans les camps de réfugiés et sur Internet, par l'intermédiaire d'organisations de réfugiés, de communautés de migrants et des réseaux sociaux. Les militants sont bénévoles et opèrent de manière décentralisée.
Étant donné que les passeurs donnent souvent aux réfugiés un téléphone Thuraya ou qu'ils possèdent eux-mêmes un téléphone portable, ils sont encouragés à contacter en premier lieu les garde-côtes puis la ligne d'assistance téléphonique d'alerte en cas d'urgence à bord. De nombreuses urgences sont également signalées via WhatsApp. Les bénévoles transmettent ensuite les coordonnées et d'autres informations sur l'urgence aux garde-côtes compétents ou à l'agence internationale pour les réfugiés UNHCR. L'Initiative Alarm Phone observe ensuite les réactions des garde-côtes et documente la progression de chaque urgence depuis l'appel d'urgence jusqu'au sauvetage. Si, malgré les appels répétés, et que les activistes « ont le sentiment qu’ils ne seront pas secourus immédiatement », Alarm Phone tente de faire pression sur les garde-côtes et les instances politiques  via des listes de diffusion et les réseaux sociaux. Alarm Phone tente aussi d'ajouter du crédit aux téléphones satellites à bord des embarcations afin de pouvoir garantir leur fonctionnement, et faciliter le lien avec les gardes-côtes et les alertes  Ces moyens de pression sont également utilisés dans des campagnes contre les pratiques dites de « push-back ».

## Revendications
L'Initiative Alarm Phone accuse en premier lieu l'Union européenne et ses États membres d'être responsables de la mort des réfugiés en Méditerranée. Après qu'il a été révélé fin mai 2016 que le centre de sauvetage en mer MRCC de Rome était apparemment informé en permanence et en temps utile par les officiers de liaison italiens en Afrique du Nord des heures et des lieux de départ des bateaux de réfugiés, un porte-parole de l'initiative a attiré l'attention sur le fait que Watch The Med n'en avait pas eu connaissance jusqu'alors,et que grâce à ces informations, il devrait être facile de surveiller les trois itinéraires qui, étant donné qu'il n'existe que trois endroits en Libye d'où partent les bateaux, peuvent être surveillés depuis les airs et ainsi venir en aide aux personnes à temps. Hagen Kopp, cofondateur de « Watch the Med », a qualifié ces pratiques de mise à mort de calculée et surveillée.
Les militants avaient déjà demandé dans une lettre ouverte en avril 2016 que tous les réfugiés soient évacués de Libye par ferry vers l'Europe, où ils devraient bénéficier d'une protection inconditionnelle sans être soumis à une procédure d'asile inhumaine qui a perdu son objectif initial et n'est plus qu'un moyen d'exclusion.

## Projets
Dans le cadre du groupe Afrique Europe Interact, Alarm Phone a tenté de mettre en place un autre centre d'appel d'urgence à Agadez au Niger en décembre 2017, qui vise à secourir les personnes en route vers l'Europe traversant le désert en direction de la Libye, dans le cadre d'une initiative appelée « Alarmphone Sahara ».

## Succès
En avril 2015, l'Initiative Alarm Phone a transmis au Centre de coordination des secours maritimes (MRCC) de Rome les coordonnées d'un navire de Zuwara qui risquait de couler.

## Récompenses
Le 19 septembre 2015, l'initiative Watch the Med Alarm Phone a reçu le taz-Panter-Preis (de) après un vote des lecteurs du quotidien Die Tageszeitung (taz).